# パデンゲ・スル・ガルダ
パデンゲ・スル・ガルダ（伊: Padenghe sul Garda）は、イタリア共和国ロンバルディア州ブレシア県にある、人口約4,700人の基礎自治体（コムーネ）。

## 地理

### 位置・広がり

#### 隣接コムーネ
隣接するコムーネは以下の通り。括弧内のVRはヴェローナ県所属を示す。
- バルドリーノ (VR)
- カルヴァジェーゼ・デッラ・リヴィエーラ
- デゼンツァーノ・デル・ガルダ
- ラツィーゼ (VR)
- ロナート・デル・ガルダ
- モニーガ・デル・ガルダ
- シルミオーネ
- ソイアーノ・デル・ラーゴ

### 地震分類
イタリアの地震リスク階級 (it) では、2 に分類される
。